# Baja 1000

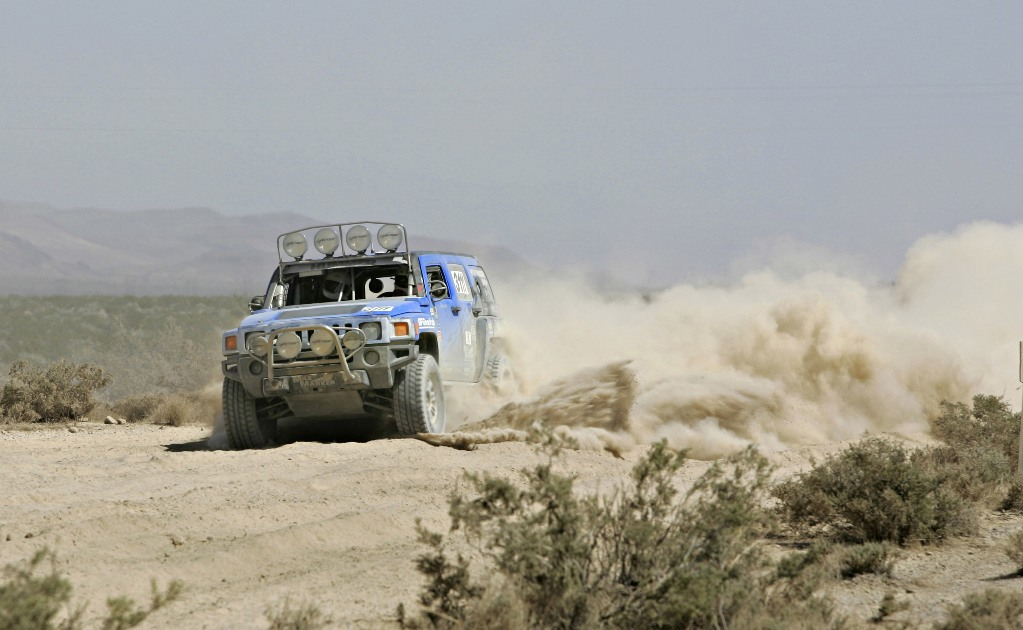
L'Hummer H3 di Rod Hall impegnato nel deserto messicano

La Baja 1000 (oggi SCORE Baja 1000) è una corsa automobilistica e motociclistica off-road che si svolge in Messico, precisamente nel deserto della penisola di Bassa California, annualmente dal 1967. È la competizione di rally non-stop point-to-point (con la maggiore distanza dal punto di partenza della tappa all'arrivo) più lunga al mondo.

## Storia

### 1962: la prima tratta cronometrata
La prima edizione della Baja 1000 si tenne nel 1967, quando lo stuntman Bud Ekins consigliò a Jack McCornack e Walt Fulton, due uomini che lavoravano per la sede americana della casa Honda, un percorso sulla lunga distanza che potesse dimostrare l'affidabilità di una nuova motocicletta in procinto di essere venduta, la Honda CL72 Scrambler. Ekins suggerì di percorrere la tratta Tijuana-La Paz, sulla scia dei luoghi attraversati dalla Carretera Federal 1, ovvero la Strada Federale 1 del Messico: in questo modo, sarebbe stato possibile percorrere circa 950 miglia (1.530 km) attraversando terreni rocciosi, laghi prosciugati, terreni sabbiosi, passi montani; l'asfalto, avrebbe costituito quasi un'eccezione. L'idea proposta convinse McCornack e Fulton, i quali proposero ad Ekins stesso di attraversare le lande della Baja California e della Bassa California del Sud lungo l'omonima penisola. A causa dei suoi legami professionali con la casa Triumph, Ekins declinò proponendo per l'impresa suo fratello Dave e Billy Robertson Jr. Dopo aver compiuto un sopralluogo aereo a bordo di un aereo Cessna 180, il viaggio iniziò ufficialmente alla mezzanotte del 22 marzo 1962 presso La Paz.
Seguiti da due giornalisti su un mezzo aereo e utilizzando un telegrafo per aggiornare coloro che stavano dall'altra parte del confine statale, Dave Ekins concluse il percorso facendo registrare in un tempo di 39 ore e 56 minuti ben 1.533 km percorsi (952,7 miglia, più o meno quanto era stato previsto precedentemente in termini di lunghezza). L'evento fu altamente pubblicizzato dal tabloid Globe, dall'Argosy e dal Cycle World, permettendo alla Honda e alla corsa Baja di riscuotere una certa fama. Non mancarono riferimenti ai pericoli cui andarono incontro i piloti nel corso della tratta, descritti da Ekins come "piacevoli disavventure".

### Dal 1962 al 1967
Negli anni successivi, nuovi piloti tentarono di superare il tempo cronometrato, ponendo in essere una prassi che si sarebbe solidificata fino ad oggi: si preferì compiere il percorso sulla quattro ruote, come accadde nel caso di Ted Mengels e Bruce Meyers, i quali conclusero il percorso in 34 ore e 45 minuti, meno di quattro ore dal record precedente. Il titolo scelto dai giornalisti che seguirono i due piloti fu "Buggy Beats Bike in Baja", "i buggy battono la moto nella Baja". Il grande successo riscosso in termini di risonanza mediatica, permise all'evento di crescere d'importanza, tanto da spingere altri professionisti a tentare di superare il primato: nacque in questo contesto il NORRA, l'Associazione Nazionale delle Corse Off-Road (National Off-Road Racing Association).

### 1967: la prima tappa ufficiale
La prima tappa ufficiale ebbe luogo il 31 ottobre 1967 e prese il nome di NORRA Mexican 1000 Rally. Il percorso era di 1.366 km, con termine a La Paz: la gara fu vinta da Vic Wilson e Ted Mengels, a bordo di un buggy Meyers Manx. La NORRA si occupò della gestione della competizione fino al 1972, assistendo alla presenza sempre maggiore di sponsor e fan desiderosi di conoscere come esattamente si vivesse il mondo delle gare fuoristradistiche.

### Evoluzione fino ad oggi
L'evento endurance continuò a svilupparsi sulla scia di quanto dopo sarebbe stato adottato nella costituzione del rally Dakar, attirando centinaia di piloti, curiosi, star del cinema e dilettanti nel Messico settentrionale per affrontare o assistere alla più lunga gara senza tappe al mondo. Il percorso continuò a variare nel corso degli anni, cercando di spingersi talvolta più a nord fino a Mexicali (al fine di aumentare anche la risonanza negli USA), talaltra fino a Cabo San Lucas, insediamento che si sviluppa alla punta più meridionale della Bassa California del Sud: recentemente, alcune tappe si sono spinte anche nel vicino deserto di Sonora.
La Baja 1000 si è tenuta annualmente senza interruzioni dal 1967 (eccezion fatta per il 1974). Il periodo in cui si svolge è generalmente nei mesi di ottobre-novembre: quella del 2019, tenutasi dal 19 al 24 novembre, ha avuto luogo presso Ensenada.
Alcune squadre hanno fino a cinque corridori nella propria scuderia, ma alcuni concorrenti seguono il percorso da soli.
Ivan Stewart, vincitore dell'edizione del 1976, ha vinto da solo alla guida del suo veicolo, guadagnandosi per questo il soprannome di "Ironman". Tuttavia, viaggiare da solo ha i propri rischi e pericoli. "Andando da solo sapevo esattamente cosa stavo selezionando dall'attrezzatura", ha rivelato Stewart, "e se avessi dovuto stare attento non avrei dovuto comunicarlo ad un altro pilota, dovendomi giostrare in autonoma. Se mi fossi fatto male lì, sarei però stato tutto solo. Sai, se sono le 3 del mattino e tu scendi da una scogliera e sei bloccato nel canyon, sei completamente abbandonato a te stesso."
Durante la manifestazione, le strade urbane non sono chiuse, comportando perciò la necessità da parte dei concorrenti di cautelarsi in base al traffico, ai mezzi che circolano e animali sia domestici che selvatici.

## Percorso
Dal 2008, la Baja si tiene con qualche piccola variazione sulla tratta Ensenada-Ensenada, seguendo un percorso rettangolare attraverso la penisola. L'alternativa è stata presentata recentemente nel 2010, 2012, 2014 e 2017 con La Paz come punto di arrivo. Il percorso bacia l'Oceano Pacifico ad ovest per poi spingersi ad est verso il Golfo della California, tornando nell'entroterra attraverso il terreno accidentato della Bassa California del Sud e della Baja California. Le condizioni meteorologiche sono generalmente serene, anche se non sono mancate edizioni in cui si è assistito a temporali di calore.

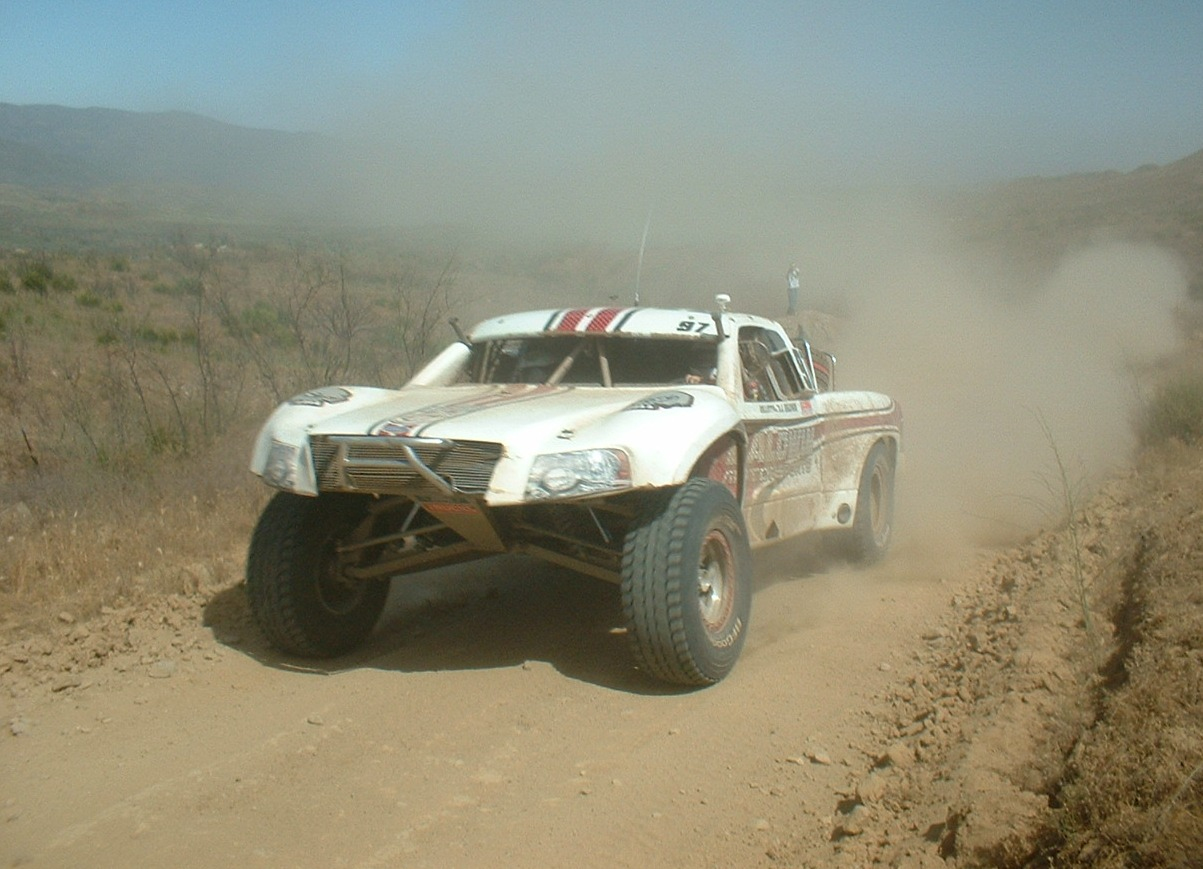
Un Trophy Truck impegnato tra le dune del deserto bajacaliforniano

A gioie ed emozioni forti caratterizzate dalla presenza di personalità quali Steve McQueen e Mario Andretti, si sono talvolta alternati episodi tragici, quali ad esempio la morte di Kurt Caselli a seguito di un incidente avvenuto ad alta velocità contro un animale di grosse dimensioni.
Esiste anche una versione più breve della Baja 1000, nota come Baja 500. Nel percorso, si attraversano varie località attraversate dalla gara delle mille miglia, con la differenza sostanziale del "migliometraggio" ridotto alla metà (per questo chiamata Baja 500) e del mese in cui si gareggia (giugno anziché novembre). Un'altra variante è costituita dalla Baja 250 (meglio nota come San Felipe 250), la quale si svolge tradizionalmente presso San Felipe e nelle zone circostanti, sempre nella Bassa California ed è ritenuta dagli appassionati la più impervia e impegnativa competizione a tappa unica da 250 miglia al mondo.
L'ordine di partenza è generalmente determinato da un sorteggio ed è casuale, tranne in alcuni casi in cui si fa partire tra i primi posti i vincitori nelle categorie delle edizioni precedenti. Per le classi dei Trophy Truck e Class 1 Unlimited, si tende a tenere le qualifiche durante l'evento organizzato dal SEMA al Las Vegas Motor Speedway.

## Categorie di veicoli
La competizione è aperta sia a mezzi a due ruote che a quattro, i quali corrono in giorni differenti secondo un calendario prestabilito. Nel corso della gara, può accadere che i concorrenti incrocino altri gareggianti. Va tuttavia tenuto presente che a competere tra di loro sono solo gli avversari della stessa classe di veicoli.
La ripartizione dei mezzi a quattro ruote è sorprendentemente variegata:
- Baja Bug: presenti sono dalle prime gare della Baja 1000, questa categoria di vetture comprende buggy con motori da meno di 100 cavalli;
- Unlimited VW: tale classe, aperta a mezzi motorizzati Volkswagen per ragioni di sponsorizzazione, comprende mezzi che hanno prestazioni più performanti rispetto ai Baja bug, data la maggiore cilindrata e sospensioni più rigide;[25]
- 4x4 class: è la sola categoria a quattro ruote motrici disponibile nella corsa fuoristrada. Tali vetture risultano molto adatte ad affrontare terreni impervi e ripide salite. Molte delle 4x4 sono progettate in modo da avere un'elevata coppia motrice, ma non un alto numero di cavalli. Celebre quello in blu e in nero di Rod Hall, pilota assai influente nella storia della competizione sia come pilota che come costruttore e recordman assoluto per vittorie consecutive (35) in competizioni fuoristradistiche;[26][27]
- Open wheel: letteralmente monoposto ed anche note come SCORE Class 10, costituiscono la prima categoria di veicoli ad alte prestazioni, escludendo quelle precedentemente elencate. Si tratta di veicoli leggeri che montano motori posteriori ad alto numero di giri, progettati per rimanere a lungo sotto sforzo durante le corse nel deserto;[28]
- Mini truck: nella classificazione SCORE noti come Class 7SX, sono versioni modificate di veicoli come il Ford Ranger o la Toyota Tacoma. Montano motori da oltre 300 cavalli e le sospensioni hanno una corsa superiore ai 60,96 cm;[29]
- Fullsize truck: nella classificazione statunitense degli autocarri, si tratta di mezzi di classe 8 ritenuti tra i veicoli più resistenti tra i fuoristrada odierni. I piloti del deserto hanno imparato ad apprezzarne l'affidabilità, specie in condizioni estreme;[17]
- Class 1 Unlimited: montano motori da oltre 600 cavalli e costano fino a 500.000 dollari. A detta di meccanici e piloti, guidarli è difficile quanto costruirli;
- Trophy Truck: definita la regina delle competizioni nel deserto, ogni veicolo è un esemplare unico e può costare più di un milione di dollari. I mezzi di questa categoria montano motori da oltre 800 cavalli e raggiungono più o meno i 250 km/h, affrontando con disinvoltura terreni pericolosi a grande velocità.[30]

## Edizioni

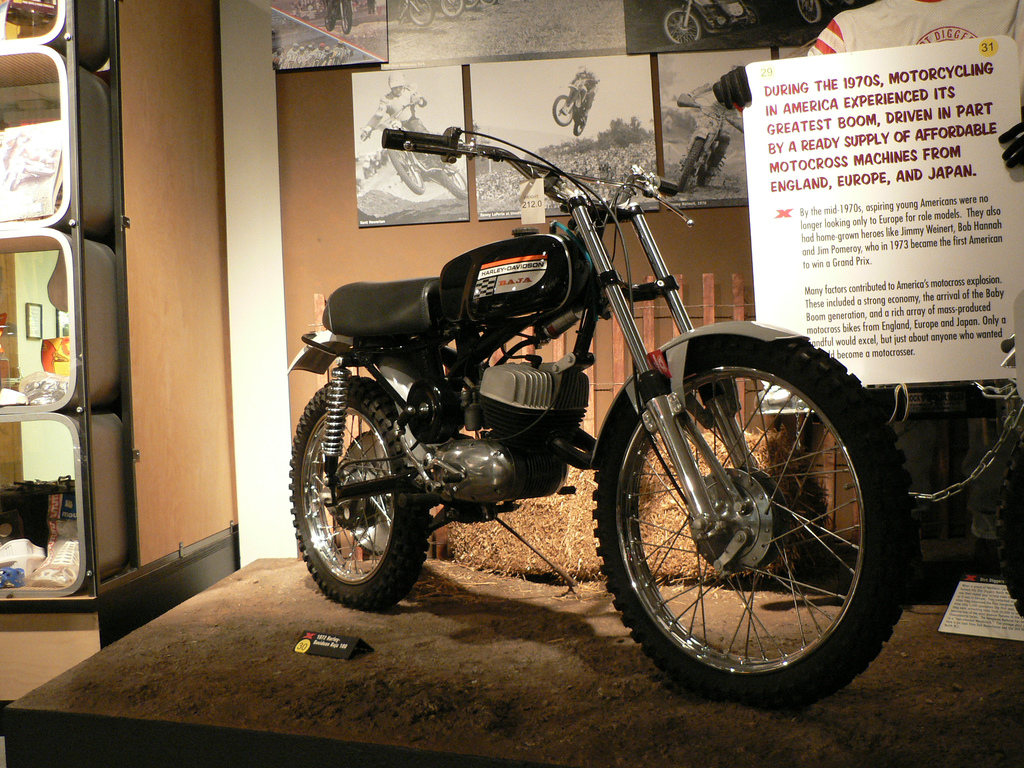
L'Aermacchi Harley-Davidson 100 Baja, impiegata nella Baja 1000 del 1972 per la classe 100 cc

A più di cinquanta edizioni dal 1967, tutte le Baja 1000 a quattro ruote sono state vinte da piloti statunitensi: le tre eccezioni sono recenti e risalgono al 2010, al 2017 e al 2019 con il gradino più alto del podio occupato da messicani. Ancor meno variegata la situazione delle gare a due ruote, con una sola vittoria completamente non statunitense (1972 con piloti svedesi), ma varie compartecipazioni, oltre che di scandinavi (1969 e 1971), di un australiano (2016) e un guatemalteco (2017).
| Anno  | Percorso                | Auto & Camion                           | Auto & Camion    | Auto & Camion | Motociclette                                                           | Motociclette  | Motociclette  |
| Anno  | Percorso                | Piloti                                  | Veicolo          | Tempo         | Piloti                                                                 | Veicolo       | Tempo         |
| ----- | ----------------------- | --------------------------------------- | ---------------- | ------------- | ---------------------------------------------------------------------- | ------------- | ------------- |
| 1967  | Tijuana-La Paz          | Vic Wilson Ted Mangels                  | Meyers Manx VW   | 27:38         | J.N. Roberts Malcolm Smith                                             | Husqvarna     | 28:48         |
| 1968  | Ensenada-La Paz         | Larry Minor Jack Bayer                  | Ford Bronco      | 21:11:32      | Larry Berquist Gary Preston                                            | Honda         | 20:38:28      |
| 1969  | Ensenada-La Paz         | Larry Minor Rod Hall                    | Ford Bronco      | 20:48:10      | Gunnar Nilsson J.N. Roberts                                            | Husqvarna     | 21:35:52      |
| 1970  | Ensenada-La Paz         | Drino Miller Vic Wilson Miller          | VW               | 16:07         | Mike Patrick Bill Bowers                                               | Yamaha        | 18:31         |
| 1971  | Ensenada-La Paz         | Parnelli Jones Bill Stroppe             | Ford Bronco      | 14:59         | Malcolm Smith Gunnar Nilsson                                           | Husqvarna     | 16:51         |
| 1972  | Mexicali-La Paz         | Parnelli Jones Bill Stroppe             | Ford Bronco      | 16:47         | Gunnar Nilsson Rolf Tibblin                                            | Husqvarna     | 19:19         |
| 1973  | Ensenada-La Paz         | Bobby Ferro Johnny Johnson              | Funco VW         | 16:50         | Mitch Mayes A.C. Bakken                                                | Husqvarna     | 18:42:51      |
| 1974  | Non disputata           | Non disputata                           | Non disputata    | Non disputata | Non disputata                                                          | Non disputata | Non disputata |
| 1975  | Ensenada-Ensenada       | Malcolm Smith Dr. Bud Feldkamp          | Hi-Jumper VW     | 18:55:49      | Al Baker Gene Cannady                                                  | Honda         | 18:22:55      |
| 1976  | Ensenada-Ensenada       | Ivan Stewart                            | Chenowth VW      | 12:17:28      | Larry Roeseler Mitch Mayes                                             | Husqvarna     | 11:30:47      |
| 1977  | Ensenada-Ensenada       | Malcolm Smith Dr. Bud Feldkamp          | Funco VW         | 15:10:42      | Brent Wallingsford Scot Harden                                         | Husqvarna     | 14:37:07      |
| 1978  | Ensenada-Ensenada       | Mark Stahl                              | Chenowth VW      | 12:55:42      | Larry Roeseler Jack Johnson                                            | Husqvarna     | 14:37:07      |
| 1979  | Ensenada-La Paz         | Walker Evans Bruce Florio               | Dodge Pickup     | 20:48:27      | Larry Roeseler Jack Johnson                                            | Husqvarna     | 19:48:04      |
| 1980  | Ensenada-Ensenada       | Mark Stahl                              | Chenowth VW      | 13:33:55      | Larry Roeseler Jack Johnson                                            | Yamaha        | 12:45:13      |
| 1981  | Ensenada-Ensenada       | Mark McMillin Thomas Hoke               | Chenowth VW      | 20:29:14      | Scot Harden Brent Wallingsford                                         | Husqvarna     | 17:14:05      |
| 1982  | Ensenada-La Paz         | Mickey Thompson Terry Smith             | Raceco VW        | 19:40:23      | Al Baker Jack Johnson                                                  | Honda         | 17:25:27      |
| 1983  | Ensenada-Ensenada       | Mark McMillin Ralph Paxton              | Chenowth VW      | 20:29:14      | Dan Smith Dan Ashcraft                                                 | Husqvarna     | 14:48:10      |
| 1984  | Ensenada-Ensenada       | Mark McMillin Ralph Paxton              | Chenowth VW      | 16:27:09      | Chuck Miller Randy Morales                                             | Honda         | 14:34:34      |
| 1985  | Ensenada-Ensenada       | Steve Sourapas Dave Richardson          | Raceco VW        | 17:54:55      | Randy Morales Derrick Paiement                                         | Honda         | 17:44:42      |
| 1986  | Ensenada-La Paz         | Mark McMillin Ralph Paxton              | Chenowth Porsche | 18:26:28      | Bruce Ogilvie Chuck Miller                                             | Honda         | 18:05:52      |
| 1987  | Ensenada-Ensenada       | Bob Gordon Malcolm Smith                | Chenowth Porsche | 13:15:04      | Dan Ashcraft Bruce Ogilvie                                             | Honda         | 12:02:14      |
| 1988  | Ensenada-Ensenada       | Mark McMillin                           | Chenowth Porsche | 18:07:09      | Paul Krause Larry Roeseler Danny LaPorte                               | Kawasaki      | 17:53:16      |
| 1989  | Ensenada-La Paz         | Robby Gordon                            | Ford Pickup      | 18:04:07      | Larry Roeseler Danny LaPorte Ted Hunnicutt Jr.                         | Kawasaki      | 17:53:16      |
| 1990  | Ensenada-Ensenada       | Bob Gordon Robyn Gordon Robby Gordon    | Chenowth Chevy   | 12:30:45      | Larry Roeseler Ted Hunnicutt Jr. Danny LaPorte                         | Kawasaki      | 11:11:45      |
| 1991  | Ensenada-Ensenada       | Larry Ragland                           | Chevrolet Pickup | 16:37:35      | Larry Roeseler Ted Hunnicutt Jr. Marty Smith                           | Kawasaki      | 13:35:25      |
| 1992  | Ensenada-La Paz         | Paul Simon Dave Simon                   | Ford Ranger      | 16:53:02      | Danny Hamel Garth Sweetland Paul Ostbo                                 | Kawasaki      | 16:50:12      |
| 1993  | Mexicali-Mexicali       | Ivan Stewart                            | Toyota SR5       | 13:29:11      | Danny Hamel Larry Roeseler Ty Davis                                    | Kawasaki      | 13:57:23      |
| 1994  | Mexicali-Mexicali       | Jim Smith                               | Ford TT          | 10:28:56      | Danny Hamel Larry Roeseler Ty Davis                                    | Kawasaki      | 10:20:47      |
| 1995  | Tijuana-La Paz          | Larry Ragland                           | Chevrolet TT     | 20:14:12      | Paul Krause Ty Davis Ted Hunnicutt Jr.                                 | Kawasaki      | 19:31:19      |
| 1996  | Ensenada-Ensenada       | Larry Ragland                           | Chevrolet TT     | 14:38:59      | Paul Krause Ty Davis Greg Zitterkopf                                   | Kawasaki      | 14:11:02      |
| 1997  | Ensenada-Ensenada       | Larry Ragland                           | Chevrolet TT     | 13:53:46      | Johnny Campbell Tim Staab Greg Bringle                                 | Honda         | 13:19:59      |
| 1998  | Santo Tomás-La Paz      | Ivan Stewart                            | Toyota           | 19:08:20      | Johnny Campbell Jimmy Lewis                                            | Honda         | 18:58:48      |
| 1999  | Ojos Negros-Ojos Negros | Larry Ragland                           | Chevrolet        | 14:26:36      | Johnny Campbell Tim Staab                                              | Honda         | 14:15:42      |
| 2000* | Ensenada-Cabo San Lucas | Dan Smith Dave Ashley                   | Ford             | 32:15:39      | Johnny Campbell Tim Staab Craig Smith Steve Hengeveld                  | Honda         | 30:54:12      |
| 2001  | Ensenada-Ensenada       | Doug Fortin Charlie Townsley            | Jimco Chevrolet  | 14:35:42      | Johnny Campbell Tim Staab                                              | Honda         | 13:51:40      |
| 2002  | Ensenada-La Paz         | Dan Smith Dave Ashley                   | Ford             | 16:19:03      | Steve Hengeveld Johnny Campbell Andy Grider                            | Honda         | 16:17:28      |
| 2003  | Ensenada-Ensenada       | Doug Fortin Charlie Townsley            | Jimco Chevrolet  | 16:24:02      | Steve Hengeveld Johnny Campbell                                        | Honda         | 15:39:52      |
| 2004  | Ensenada-La Paz         | Troy Herbst Larry Roeseler              | Smithbuilt-Ford  | 16:18:14      | Steve Hengeveld Johnny Campbell Kendall Norman                         | Honda         | 15:57:37      |
| 2005  | Ensenada-Ensenada       | Larry Roeseler Troy Herbst              | Smithbuilt-Ford  | 15:06:19      | Steve Hengeveld Johnny Campbell Mike Childress                         | Honda         | 14:20:30      |
| 2006  | Ensenada-La Paz         | Andy McMillin Robby Gordon              | Chevrolet        | 19:15:17      | Steve Hengeveld Mike Childress Quinn Cody                              | Honda         | 18:17:50      |
| 2007  | Ensenada-Cabo San Lucas | Mark Post Rob MacCachren Carl Renezeder | Ford             | 25:21:25      | Robby Bell Kendall Norman Steve Hengeveld Johnny Campbell              | Honda         | 24:15:50      |
| 2008  | Ensenada-Ensenada       | Roger Norman Larry Roeseler             | Ford             | 12:40:33      | Robby Bell Kendall Norman Johnny Campbell                              | Honda         | 12:29:10      |
| 2009  | Ensenada-Ensenada       | Andy McMillin Scott McMillin            | Chevrolet        | 14:19:50      | Kendall Norman Timmy Weigand Quinn Cody                                | Honda         | 13:27:50      |
| 2010  | Ensenada-La Paz         | Tavo Vildosola Gus Vildosola            | Ford F-150 TT    | 19:00:04      | Kendall Norman Quinn Cody                                              | Honda         | 19:20:52      |
| 2011  | Ensenada-Ensenada       | Andy McMillin Scott McMillin            | Ford Raptor TT   | 14:51:36      | Kendall Norman Quinn Cody Logan Holladay                               | Honda         | 14:14:25      |
| 2012  | Ensenada-La Paz         | BJ Baldwin                              | Chevrolet TT     | 20:00:59      | Colton Udall Timmy Weigand David Kamo                                  | Honda         | 20:09:30      |
| 2013  | Ensenada-Ensenada       | BJ Baldwin                              | Chevrolet TT     | 20:00:59      | Colton Udall Timmy Weigand David Kamo Mark Samuels                     | Honda         | 18:29:14      |
| 2014  | Ensenada-La Paz         | Rob MacCachren Andy McMillin Jason Voss | Ford TT          | 22:31:27      | Ricky Brabec Robby Bell Steve Hengeveld Max Eddy Jr.                   | Kawasaki      | 24:24:01      |
| 2015  | Ensenada-Ensenada       | Rob MacCachren Andy McMillin            | Ford TT          | 15:38:33      | Colton Udall Mark Samuels Justin Jones                                 | Honda         | 16:29:08      |
| 2016  | Ensenada-Ensenada       | Rob MacCachren Jason Voss               | Ford TT          | 17:12:58      | Justin Jones David Kamo Mark Samuels Daymon Stokie Colton Udall        | Honda         | 18:16:42      |
| 2017  | Ensenada-La Paz         | Juan C. Lopez Apdaly Lopez              | Ford TT          | 19:53:36      | Francisco Arredondo Shane Esposito Justin Morgan Max Eddy Jr. Ty Davis | Honda         | 21:07:16      |
| 2018  | Ensenada-Ensenada       | Cameron Steele                          | Ford TT          | 16:24:02      | Justin Morgan Mark Samuels Justin Jones                                | Honda         | 16:23:26      |
| 2019  | Ensenada-Ensenada       | Alan Ampudia Aaron Ampudia              | Ford TT          | 16:10:35      | Justin Morgan David Kamo Max Eddy Jr Shane Esposito Jr                 | Honda         | 17:34:28      |
| 2020  | Ensenada-Ensenada       | Luke McMillin Larry Roesler             | Ford TT          | 19:10:25      | Justin Morgan Mark Samuels Justin Jones                                | Honda         | 20:50:30      |
| 2021  | Ensenada-La Paz         | Luke McMillin Rob MacCachren            | Chevrolet TT     | 20:45:59      | Justin Morgan Mark Samuels Brandon Prieto Kendall Norman               | Honda         | 23:07:18      |
| 2022  | Ensenada-Ensenada       | Luke McMillin Rob MacCachren            | Chevrolet TT     | 16:37:45      | Justin Morgan Mark Samuels Kendall Norman                              | Honda         | 18:51:30      |

*Ufficialmente il nome della gara fu Baja 2000 (1726 miglia) per l'anno 2000.

## Nella cultura di massa

### Videogiochi
Il videogioco di guida Baja: Edge of Control permette di vivere in prima persona le emozioni della Baja 1000 in varie località di USA (principalmente Nevada e Arizona) e Messico (Baja California, Bassa California del Sud e Sonora).